# Шмея, Иван Степанович
Иван Степанович Шмея (29.06.1922 — 30.01.1998, Минская область) — командир отделения взвода пешей разведки 366-го стрелкового полка 126-й стрелковой дивизии 43-й армии 3-го Белорусского фронта, старшина — на момент представления к награждению орденом Славы 1-й степени.

## Биография
Родился 29 июня 1922 года в городе Витебск в многодетной семье служащего. В 1930-е годы семья переехала в город Дзержинск Минской области, где отец работал председателем сельского Совета. Окончил 10 классов в Дзержинске. Работал в артели.
В Красной Армии с июля 1941 года. Чтобы призвали в армию Иван Шмея изменил год рождения с 1922 на 1921. На фронте в Великую Отечественную войну с июля 1941 года. Воевал с немецко-вражескими захватчиками на Западном, 1-м Прибалтийском, 3-м и 2-м Белорусских фронтах.
Командир отделения взвода пешей разведки 366-го стрелкового полка младший сержант Иван Шмея 6 октября 1944 года во главе разведывательной группы в двадцати пяти километрах севернее литовского города Кельме обнаружил группу противников в засаде. В ходе ликвидации вражеской засады разведчики уничтожили семерых вражеских солдат.
10 октября 1944 года в районе железнодорожной станции «Шамайткемен», расположенной в полутора десятках километрах юго-западнее литовского города Швекшна, младший сержант Иван Шмея гранатами подорвал две вражеские автомашины.
20 октября 1944 года Иван Шмея добыл ценные разведывательные данные о системе обороны противника в районе фольварка Адлиг Гросс-Плаушваррен.
Приказом по 126-й стрелковой дивизии № 049 от 15 ноября 1944 года за мужество и отвагу проявленные в боях младший сержант Шмея Иван Степанович награждён орденом Славы 3-й степени.
25 января 1945 года командир отделения взвода пешей разведки 366-го стрелкового полка младший сержант Иван Шмея в районе населённого пункта Прониттен, расположенного в восьми километрах юго-западнее нынешнего города Полесска Калининградской области, с группой разведчиков из пяти человек проник в расположение противника, где уничтожил 11 противников, пленил вражеского офицера и нескольких солдат.
Приказом по 43-й армии № 057 от 6 марта 1945 года за мужество и отвагу проявленные в боях младший сержант Шмея Иван Степанович награждён орденом Славы 2-й степени.
При штурме столицы Восточной Пруссии города Кёнигсберга командир отделения взвода пешей разведки 366-го стрелкового полка старшина Иван Шмея ночью 8 апреля 1945 года с группой разведчиков скрытно проник в тыл противника. Неожиданно напав на врага, разведывательная группа уничтожила два пулемётных расчёта, значительное количество противников взяла в плен.
9 апреля 1945 года старшина Иван Шмея вместе с двумя разведчиками забросал гранатами вражеских автоматчиков, находившихся в доме, подготовленном к обороне. Советское стрелковое подразделение, используя замешательство противника, овладело этим домом.
Представление к награждению орденом Славы 1-й степени подписал командующий 43-й армией генерал-полковник А. П. Белобородов.
Указом Президиума Верховного Совета СССР от 29 июня 1945 года за образцовое выполнение заданий командования в боях с немецко-вражескими захватчиками старшина Шмея Иван Степанович награждён орденом Славы 1-й степени, став полным кавалером ордена Славы.
24 июня 1945 года участвовал в историческом Параде Победы на Красной площади в Москве.
В 1946 году И. С. Шмея демобилизован. Член ВКП/КПСС с 1950 года. Жил в городе Дзержинск Минской области. Работал старшим инженером на заводе, директором охотничьего хозяйства. Умер 30 января 1998 года. Похоронен на Дягильнянском кладбище в Дзержинске.
Награждён орденами Отечественной войны 1-й степени, «Знак Почёта», Славы 1-й, 2-й и 3-й степени, медалями. Почётный гражданин Дзержинского района.
Участвовал в юбилейном Параде Победы в Москве в 1985 году. Снялся в документальном фильм Константина Симонова «Шёл солдат».
В городе Дзержинск Минской области на Аллее Героев установлен памятный знак И. С. Шмее. Его именем названа улица в Дзержинске.